# 1931–1932-es osztrák labdarúgó-bajnokság (első osztály)
Az 1931–1932-es osztrák labdarúgó-bajnokság az osztrák labdarúgó-bajnokság legmagasabb osztályának huszonegyedik alkalommal megrendezett bajnoki éve volt. 
A pontvadászat 12 csapat részvételével zajlott. A bajnokságot az Admira Wien csapata nyerte.  

## A bajnokság végeredménye
| #  | Csapat            | M  | Gy | D | V  | RG | KG | P  |
| -- | ----------------- | -- | -- | - | -- | -- | -- | -- |
| 1  | SK Admira Wien    | 22 | 14 | 5 | 3  | 58 | 26 | 33 |
| 2  | First Vienna FC   | 22 | 13 | 5 | 4  | 57 | 27 | 31 |
| 3  | SK Rapid Wien     | 22 | 15 | 1 | 6  | 70 | 39 | 31 |
| 4  | FK Austria Wien   | 22 | 13 | 3 | 6  | 64 | 39 | 29 |
| 5  | Wiener AC         | 22 | 9  | 6 | 7  | 45 | 40 | 24 |
| 6  | Wacker Vienna     | 22 | 7  | 7 | 8  | 32 | 42 | 21 |
| 7  | Brigittenauer AC  | 22 | 8  | 5 | 9  | 28 | 43 | 21 |
| 8  | Nicholson Vienna  | 22 | 6  | 7 | 9  | 36 | 43 | 19 |
| 9  | Wiener Sport-Club | 22 | 5  | 6 | 11 | 41 | 56 | 16 |
| 10 | Hakoah Vienna     | 22 | 4  | 7 | 11 | 26 | 62 | 15 |
| 11 | Floridsdorfer AC  | 22 | 5  | 3 | 14 | 44 | 56 | 13 |
| 12 | Slovan Vienna     | 22 | 3  | 5 | 14 | 20 | 48 | 11 |

- Az Admira Wien az 1931-32-es szezon bajnoka.
- Az Admira Wien és a First Vienna FC részt vett az 1932-es közép-európai kupában.
- A Slovan Vienna kiesett a másodosztályba (2. Klasse).